# Инженерная геодезия (производственное объединение)
Производственное объединение «Инженерная геодезия» — организация, основанная в 1936 году. Выпускает топографо-геодезическую продукцию для государственных структур, юридических и физических лиц. Головной офис находится в Железнодорожном районе Новосибирска.

## История
Организация была создана в 1936 году и до 1985 года называлась Аэрогеодезическим предприятием № 8.
С 1936 по 1952 год учреждение работало над топографической картой масштабом 1:1 000 000 для площади свыше 3 млн км².
В 1950—1980 годах организация выполнила картографирование на площади в 2,3 млн км² масштабом в 1:25 000.
В 1970-х годах производственным объединением выполнялись топографические съёмки в масштабах 1:2000, 1:5000 и 1:10 000 на территории Западно-Сибирского экономического региона для рационального применения природных ресурсов, мелиорации, сельского хозяйства, освоения нефте- и газорождений. Выполнена съёмка 54 городов и 800 сельских поселений, завершена съёмка масштаба 1:10 000 на территории 498 000 км² и внутренних водных объектов (Чаны, Сартлан, Новосибирское водохранилище).
В 1979 году организация начала работы по сгущению государственной гравиметрической сети в Сибири на Дальнем Востоке и Крайнем Севере. В целом определено свыше 100 гравиметрических пунктов.
В 1991 году организация была переименована в Сибирское аэрогеодезическое предприятие, в 1992 году — в производственное объединение «Инженерная геодезия», в 1994 году — в ФГУП ПО «Инжгеодезия».
Предприятие участвовало в программе «Модернизация нивелирной сети Российской Федерации I и II классов на 2001—2010 годы», работе по сгущению гравиметрической сети I класса в Сибирском федеральном округе с применением баллистического лазерного гравиметра.
Производственное объединение занималось созданием схематических планов и карт для проведения Всероссийской переписи населения 2002 года.
По данным на 2002 год в учреждении работало 700 сотрудников.

## Деятельность
Организация производит топографо-геодезическую продукцию для государственных структур, юридических и физических лиц на закреплённой территории в 1 млн м² (Новосибирск, Томск, Омск, Кемеровская область, Республика Алтай и Алтайский край).
Производственное объединение изготавливает атласы и карты различного применения, в частности тематические карты для туристов, автолюбителей, охотников, рыболовов и т. д. Создаёт фотокарты и фотопланы для отдельных территорий, планы населённых пунктов, координаты и высоты геодезических и гравиметрических пунктов.
С начала основания ПО занимается созданием и обновлением топографических карт масштабов 1:10 000 — 1:1000 000 для территорий Западной и Восточной Сибири, Дальнего Востока и Крайнего Севера. Работает над обновлением топографических карт для нужд оборонной и хозяйственной отраслей.
На закреплённой территории предприятие установило и определило 18,5 тысяч пунктов астрономо-геодезической сети и проложило 25 000 км нивелирования (I и II классы).
В числе направлений — построение спутниковых сетей: фундаментальной астрономо-геодезической (ФАГС) и высокоточной геодезической (ВГС) на базе глобальных навигационных систем Глонасс/GPS.
В Новосибирске находится крупное камеральное производство «Геодезической службы» с центрами обработки информации, спутниковых координатных определений, тематического картографирования, фотограмметрических работ и др.

## Дочерние предприятия
В производственное объединение входят шесть дочерних предприятий: Новосибирское, Бердское, Барнаульское, Алтайское (Бийск), Омское и Кузбасское (Топки).

## Награды
Предприятие более 50 раз занимало классные места на Всесоюзном соревновании предприятий. Его награждали памятными знамёнами ЦК КПСС, Президиума ВС СССР, Совмина СССР и ВЦСПС, почётными грамотами Президиума ВС СССР, Федеральной службы геодезии и картографии и местных государственных органов. 77 сотрудников предприятия награждены орденами и медалями, 19 работников получили почётное звание «Заслуженный работник геодезии и картографии Российской Федерации», 132 — звание «Почётный геодезист».